# Girod Cemetery
Girod Cemetery oder Girod Street Cemetery war ein Friedhof in New Orleans. Er war nach einer der benachbarten Straßen benannt, die ihrerseits ihren Namen nach einem verdienten Bürger der Stadt erhalten hatte, und lag zwischen Freret, Liberty, Cypres und Perilliat Street.

## Geschichte
Der Friedhof, der 1822 eingerichtet wurde, war speziell für Protestanten gedacht, die bis zu dieser Zeit auf einem gesonderten Areal des katholischen St. Louis Cemetery Number 1 bestattet worden waren. Das Gelände, auf dem der Girod Cemetery liegen sollte, wurde von der Christ Church für etwas mehr als 3000 Dollar angekauft und über 130 Jahre lang genutzt. In dieser Zeit wurden auch zahlreiche prominente Einwohner auf dem Friedhof bestattet. Nachdem der Friedhof nach einem Kirchenbrand in einen Zustand des Verfalls geraten war und viele Gräber nicht mehr gepflegt wurden, wurde er 1957 aufgegeben. Die sterblichen Überreste vieler auf dem Girod Cemetery bestatteter Personen, die weißer Hautfarbe gewesen waren und keine Nachfahren mehr hatten, die sich um eine individuelle Umbettung gekümmert hätten, sowie etliche Grabsteine wurden ins Hope Mausoleum überführt, wo die Toten in eine gemeinsame Krypta der Christ Church Cathedral umgebettet wurden. Die geretteten Grabsteine wurden an der Rückwand des Hope Mausoleums in der Canal Street angebracht. Die Überreste dunkelhäutiger Bestatteter wurden im Providence Memorial Park bestattet. Die Stelle wurde mit einer Bronzetafel bezeichnet.
Ein Teil des Geländes des ehemaligen Girod Cemetery wurde dann zum Ausbau des Stadtzentrums genutzt; 1970 wurde ein weiterer Teil des Areals für den Louisiana Superdome genutzt. Unter den Sportbegeisterten war es in den Zeiten sportlicher Misserfolge üblich, diese den Geistern der Toten anzulasten, die sich durch den Superdome in ihrer ewigen Ruhe gestört fühlten. 1989 wurde in der Nähe noch der Dominion Tower errichtet.
Im Hope Mausoleum erinnern verschiedene Inschriften an die umgebetteten Toten. Auf einer Gemeinschaftstafel ist zu lesen: „In loving memory of those once interred in the Girod Street Cemetery (founded 1822), whose mortal remains were removed and re-entombed in this building by Christ Church Cathedral (Episcopal) A.D. 1957, and of Rev. James F. Hull DD, 1776–1833, rector of Christ Church 1816–1830 Rev. Wm. T. Leacock DD, 1797–1884, rector of Christ Church  1852–1882 Richard Relf 1776–1857, a warden of Christ Church for 52 years. Rev. John Henry Kleinhagen, 1815–1885, pioneer Evangelical & Lutheran pastor Glendy Burke 1806–1879, merchant, banker, leading citizen Jane Placide, 1804–1835, distinguished actress whose remains lie in Crypt 1083-A.“ Jane Placide ist zusätzlich noch eine weitere Tafel gewidmet, auf der einige Lebensdaten festgehalten sind: „To the memory of Jane Placide, d. May 16, 1835, aged 31 years.“

## Bekannte Gräber und Kuriosa
Verschiedene wohltätige Gesellschaften hatten Sammelgrabstätten auf dem Girod Cemetery. Darunter waren die Sobriety Benevolent Aid Society, die Home Missionary Benevolent Society, die Male and Female Lutheran Benevolent Society, die New Lusitanos Benevolent Association und die Wide Awake Benevolent Society.
Das Grab eines 1845 im Alter von 26 Jahren Verstorbenen namens Robert John Creswell trug eine Aufschrift, die den Besuchern Rätsel aufgab. In einem Stadtführer aus dem Jahr 1938 wird sie mit einer Äußerung des Jabberwock verglichen und ist folgendermaßen transkribiert: „Alas that one whose dornthly joy had often to trust in heaven should canty thus sudden to from all its hopes benivens and though thy love for off remore that dealt the dog pest thou left to prove thy sufferings while below“. John Steinbeck, der diese Inschrift in seiner Reise mit Charly in etwas anderer Schreibweise zitiert, meinte: „Das könnte von Lewis Carroll sein. Ich verstehe fast, was es heißen soll.“
Als 1848 der ehemalige Zulu-Mardi-Gras-König Joseph J. Smith in einem babyblauen Sarg auf dem Girod Cemetery bestattet wurde, folgte ihm ein Trauerzug von einer halben Meile Länge.

## Wissenschaft
Die Tulane University Libraries bewahren in einer ihrer Spezialsammlungen Material zum Girod Cemetery auf. Dort befinden sich auch die Materialien, die der Lokalhistoriker Leonard Huber für sein Buch New Orleans Architecture. The Cemeteries von 1974 benutzt hat. Huber schrieb zusammen mit Guy F. Bernard auch eine Monographie zu dem Friedhof. Sie erschien 1961 und trug den Titel To Glorious Immortality. The Rise and Fall of the Girod Street Cemetery, New Orleans' First Protestant Cemetery, 1822–1957.